# Nkondjock (Pouma)
Nkondjock ou Nkong-Ndjock ou Nkong-Njock est un village du Cameroun, rattaché à la commune de Pouma, situé dans le département de la Sanaga-Maritime et la région du Littoral, situé sur la route qui lie Edéa à Pouma, à 6 km de Pouma.

## Population et développement
En 1967, la population de Nkondjock était de 476 habitants, essentiellement des Bassa. Le village disposait d'un dispensaire public, d'un hôpital catholique, d'une léproserie, d'une maternité, d'une école catholique, d'une école d'infirmerie et d'une école protestante. 
La population de Nkondjock était de 663 habitants dont 273 pour Nkondjock I et 390 pour Nkondjock II, lors du recensement de 2005.